# Charles O. Porter

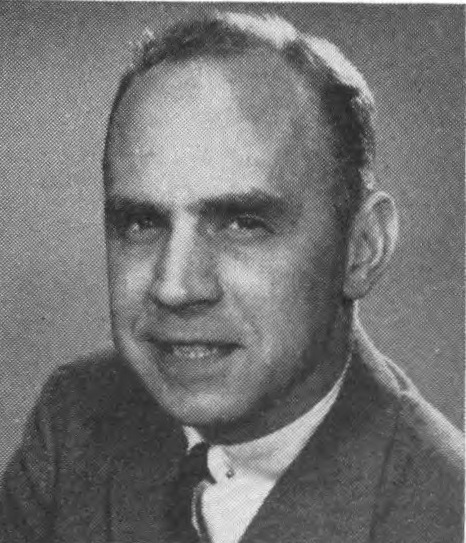
Charles O. Porter, 1957

Charles Orlando Porter (* 4. April 1919 in Klamath Falls, Oregon; † 1. Januar 2006 in Eugene, Oregon) war ein US-amerikanischer Politiker. Zwischen 1957 und 1961 vertrat er den vierten Wahlbezirk des Bundesstaates Oregon im US-Repräsentantenhaus.

## Werdegang
Bereits im Jahr 1923 kam Charles Porter nach Eugene, wo er die öffentlichen Schulen besuchte. Später studierte er bis 1947 an der Harvard University unter anderem Jura. Sein Studium wurde aber vom Zweiten Weltkrieg unterbrochen, an dem er als Soldat des Fliegercorps der US-Armee teilnahm. Im Krieg war er in Europa eingesetzt. Später wurde er Reserveoffizier der US Air Force.
Nach seiner Zulassung als Rechtsanwalt arbeitete er als Gerichtsdiener am Bundesberufungsgericht in San Francisco. Von 1948 bis 1951 war er im Vorstand der amerikanischen Anwaltskammer in Boston in Massachusetts. Danach war er bis 1956 Rechtsanwalt in Eugene.
Charles Porter wurde Mitglied der Demokratischen Partei. Im Jahr 1954 bewarb er sich erstmals im vierten Wahlbezirk von Oregon für das US-Repräsentantenhaus. Diese Kandidatur blieb noch erfolglos. Zwei Jahre später wurde er dann in seinem Wahlkreis in den Kongress gewählt, wo er am 3. Januar 1957 Harris Ellsworth ablöste. Nach einer Wiederwahl im Jahr 1958 konnte er bis zum 3. Januar 1961 zwei Legislaturperioden im Kongress absolvieren. Dort galt er als liberal. Porter setzte sich für die Aufnahme der Volksrepublik China in die Vereinten Nationen und für offenen Handel mit diesem Staat ein. Außerdem forderte er das Ende von Atomversuchen. Diese in der damaligen Zeit in Amerika unbeliebten Ansichten führten bei den Wahlen 1960 zu seiner Niederlage.
Zwischen 1964 und 1980 bewarb er sich wiederholt erfolglos um eine Rückkehr in den Kongress. Teilweise scheiterte er in den Vorwahlen seiner Partei und manchmal bei den eigentlichen Wahlen. Auch eine angestrebte Nominierung für die Wahlen zum US-Senat scheiterte im Jahr 1980. Porter blieb aber seinen liberalen Einstellungen treu und war gegen den Bau eines Atomkraftwerks in der Nähe von Eugene sowie gegen den Vietnamkrieg.
Charles Porter war mit der im Jahr 2002 verstorbenen Priscilla Porter verheiratet, mit der er vier Kinder hatte. Er selbst starb am 1. Januar 2006. In seinen letzten Jahren litt er unter der Alzheimer-Krankheit.